# Miasta na prawach powiatu w Niemczech
Lista niemieckich miast na prawach powiatu (niem. kreisfreie Stadt, w Badenii-Wirtembergii Stadtkreis).
Przedstawiono wszystkie 107 miast na prawach powiatu (wraz z Berlinem, Hamburgiem, Bremą i Bremerhaven) a także miasta Akwizgran, Getyngę i Hanower posiadające specjalny status, z podziałem na kraje związkowe.
Badenia-Wirtembergia
| - Baden-Baden - Fryburg Bryzgowijski - Heidelberg | - Heilbronn - Karlsruhe - Mannheim | - Pforzheim - Stuttgart - Ulm |

Bawaria
| - Amberg - Ansbach - Aschaffenburg - Augsburg - Bamberg - Bayreuth - Coburg - Erlangen - Fürth | - Hof - Ingolstadt - Kaufbeuren - Kempten (Allgäu) - Landshut - Memmingen - Monachium - Norymberga | - Pasawa - Ratyzbona - Rosenheim - Schwabach - Schweinfurt - Straubing - Weiden in der Oberpfalz - Würzburg |

Berlin
| - Berlin |

Brandenburgia
| - Brandenburg an der Havel - Chociebuż | - Frankfurt nad Odrą | - Poczdam |

Brema
| - Brema | - Bremerhaven |  |

Dolna Saksonia
| - Brunszwik - Delmenhorst - Emden - Getynga ¹ | - Hanower ² - Oldenburg - Osnabrück | - Salzgitter - Wilhelmshaven - Wolfsburg |

¹ Getynga była miastem na prawach powiatu do 1 stycznia 1964, jednakże pozostawiono miastu specjalne prawa.

² 5 lipca 2001 powiat Hannover został przekształcony w Region Hanower i miasto jest jednocześnie miastem na prawach powiatu, jak i miastem w Regionie Hanower.
Hamburg
| - Hamburg |

Hesja
| - Darmstadt - Frankfurt nad Menem | - Kassel - Offenbach am Main | - Wiesbaden |

Meklemburgia-Pomorze Przednie
| - Rostock | - Schwerin |  |

Nadrenia Północna-Westfalia
| - Akwizgran ³ - Bielefeld - Bochum - Bonn - Bottrop - Dortmund - Düsseldorf - Duisburg | - Essen - Gelsenkirchen - Hagen - Hamm - Herne - Kolonia - Krefeld - Leverkusen | - Mönchengladbach - Mülheim an der Ruhr - Münster - Oberhausen - Remscheid - Solingen - Wuppertal |

³ 21 października 2009 r. Akwizgran został połączony z powiatem Akwizgran w Region miejski Akwizgran pozostając jednocześnie miastem na prawach powiatu.
Nadrenia-Palatynat
| - Frankenthal (Pfalz) - Kaiserslautern - Koblencja - Landau in der Pfalz | - Ludwigshafen am Rhein - Moguncja - Neustadt an der Weinstraße - Pirmasens | - Spira - Trewir - Wormacja - Zweibrücken |

Saara
Aktualnie w Kraju Saary nie ma żadnego miasta na prawach powiatu. Do 1 stycznia 1974 status ten miało Saarbrücken, straciło go z powstaniem związku regionalnego Saarbrücken.
Saksonia
| - Chemnitz | - Drezno | - Lipsk |

Saksonia-Anhalt
| - Dessau-Roßlau | - Halle | - Magdeburg |

Szlezwik-Holsztyn
| - Flensburg - Kilonia | - Lubeka | - Neumünster |

Turyngia
| - Eisenach - Erfurt | - Gera - Jena | - Suhl - Weimar |